# 鶴岡秀子の夢実現の法則
『鶴岡秀子の夢実現の法則』（つるおかひでこの ゆめじつげんの ほうそく）は、ラジオNIKKEIで2009年7月6日から放送されているラジオ番組である。

## 概要
鶴岡秀子が実際の体験にもとづいて、夢を実現するためにどのような考え方や行動をすれば良いのか、一歩踏み出すためのポイントは何か、成功する人の夢のかなえ方、ビジネスでも人生でも幸せに成功するための法則などを解説する。

## パーソナリティ
- 鶴岡秀子（ザ・レジェンド・ホテル＆トラスト代表取締役CEO）

## 放送時間
- ラジオNIKKEI 第1放送で、毎週月曜日（22:30 - 22:45）と毎週火曜日（12:15 - 12:30）の15分間。
- 当初はレギュラー放送していたが、4か月を過ぎたころから不定期番組になり1年に1、2回放送されていた。
- 2012年3月23日以降放送休止状態。正式な番組終了の告知はないが、ラジオNIKKEIのhpからは削除されており事実上終了している模様。

## 放送一覧
- 第1回 「自己紹介①」 2009年7月6日
- 第2回 「自己紹介②」 2009年7月13日
- 第3回 「成功する人の夢の叶え方①」 2009年7月20日
- 第 4回 「成功する人の夢の叶え方②」 2009年7月27日
- 第5回 「自分の軸を探す①」 2009年8月3日
- 第6回 「自分の軸を探す②」 2009年8月10日
- 第7回 「自分の軸を探す③」 2009年8月17日
- 第8回 「自分の軸を探す④」 2009年8月24日
- 第9回 「自分の軸を探す⑤ 一歩踏み出すためのアプローチ①」 2009年8月31日
- 第10回 「一歩踏み出すためのアプローチ②」2009年9月7日
- 第11回 「一歩踏み出すためのアプローチ③」 2009年9月14日
- 第12回 「一歩踏み出すためのアプローチ④」 2009年9月21日
- 第13回 「一歩踏み出すためのアプローチ⑤」 2009年9月28日
- 第14回 「本当のビジョンの見つけ方①」 2009年10月5日
- 第15回 「本当のビジョンの見つけ方②」 2009年10月12日
- 第16回 「本当のビジョンの見つけ方③」 2009年10月19日
- 第17回 「本当のビジョンの見つけ方④」 2009年10月26日
- 第18回 「本当のビジョンの見つけ方⑤」 2009年11月2日
- 第19回 「お金と時間の効果的な使い方①」 2009年11月9日
- 第20回 「お金と時間の効果的な使い方②」 2009年11月16日